# Analiza financiară
Analiza financiară (cunoscută și sub denumirea de analiza situațiilor financiare sau analiza contabilă) este procesul de evaluare a viabilității, stabilității și profitabilității unei afaceri, divizii, proiect sau investiții.
Aceasta este efectuată de experți care pregătesc rapoarte folosind indicatori financiari, analize comparative și alte tehnici specifice, bazându-se pe informații extrase din situațiile financiare și alte surse relevante. Aceste rapoarte sunt de obicei adresate managementului de top, servind drept instrument-cheie în luarea deciziilor strategice.
Analiza financiară permite determinarea următoarelor aspecte:
- Dacă o afacere își va continua sau închide operațiunile principale ori anumite segmente ale activității;
- Dacă va produce intern sau achiziționa materiale pentru fabricarea produselor;
- Dacă va achiziționa, închiria sau utiliza în leasing echipamente și utilaje necesare producției;
- Dacă va emite acțiuni sau contracta un împrumut pentru a-și majora capitalul de lucru;
- Dacă va investi sau apela la finanțări externe;
- Ce alte decizii strategice ar putea sprijini managementul în alegerea celei mai eficiente direcții de acțiune.

## Analiza la nivel de companie
Analiștii financiari examinează în mod regulat următoarele aspecte-cheie ale unei companii:
1. Profitabilitatea – capacitatea de a genera profit și de a susține creșterea pe termen scurt și lung. Aceasta se determină, de regulă, pe baza contului de profit și pierdere, care oferă o imagine clară asupra rezultatelor operaționale ale companiei;
2. Solvabilitatea – capacitatea companiei de a-și onora obligațiile financiare față de creditori și alte părți interesate pe termen lung, demonstrând stabilitate financiară;
3. Lichiditatea – abilitatea de a menține un flux de numerar pozitiv, satisfăcând obligațiile curente fără a compromite activitatea operațională;
4. Stabilitatea – capacitatea companiei de a opera sustenabil pe termen lung, evitând pierderi semnificative. Analiza stabilității implică utilizarea contului de profit și pierdere, a bilanțului contabil, precum și a altor indicatori financiari și nefinanciari relevanți.

Atât solvabilitatea (2), cât și lichiditatea (3) sunt evaluate cu ajutorul bilanțului contabil, care reflectă structura activelor, pasivelor și capitalurilor proprii. Acesta oferă o imagine detaliată a poziției financiare la un moment dat, esențială pentru determinarea capacității companiei de a-și îndeplini obligațiile.
Indicatorii financiari sunt interdependenți, iar o analiză cuprinzătoare ia în considerare atât factorii cantitativi, cât și cei calitativi, cum ar fi poziția pe piață, strategia de afaceri și perspectivele economice generale.

## Tehnici de analiză financiară
Analiștii financiari utilizează diverse metode pentru compararea indicatorilor financiari (de solvabilitate, profitabilitate, creștere etc.), printre care:
- Performanța istorică – Analiza rezultatelor financiare din perioade trecute pentru aceeași companie (de exemplu, ultimii 5 ani). Această tehnică ajută la identificarea tendințelor și stabilirea stabilității financiare a companiei, fiind esențială pentru decizii de expansiune sau reducere a costurilor;
- Performanța viitoare – Proiecții bazate pe date istorice și utilizarea unor tehnici matematice și statistice, cum ar fi calculul valorilor prezente și viitoare. Această abordare este predispusă la erori, deoarece datele istorice pot fi indicatori nesiguri pentru perspectivele viitoare;
- Performanța comparativă – Compararea indicatorilor financiari între companii similare, pentru a identifica diferențe și tendințe, fiind utilă în benchmarking sectorial, ce poate ghida decizii strategice privind prețurile sau poziționarea pe piață.

Metode complementare în analiza financiară:
1. Analiza procentuală – Transformarea unui set de date financiare în procente raportate la o valoare de bază.[1] De exemplu, anumite elemente pot fi exprimate ca procent din profitul net. Schimbările proporționale ale aceleași valori în timp, exprimate procentual, sunt cunoscute drept analiză orizontală, utilizată pentru a evalua evoluția unei companii pe termen lung.[2]
2. Analiza verticală (sau analiza de structură comună) – Exprimarea tuturor elementelor unui raport financiar ca procent dintr-o valoare de bază, pentru a facilita comparabilitatea între companii de dimensiuni diferite.[3] De exemplu, în contul de profit și pierdere, elementele sunt raportate la cifra de afaceri, iar în bilanț, la totalul activelor.[4] Aceasta este utilă pentru evaluarea structurii financiare a unei companii și pentru a o compara cu media din industrie, având aplicații importante în controlul costurilor și alocarea capitalului.
3. Analiza comparativă – Prezentarea datelor financiare pentru două sau mai multe perioade de timp, alăturate, pentru a identifica tendințele și a facilita interpretarea. Aceasta poate fi utilizată atât pentru analiza inter-companii (compararea performanței între firme similare), cât și pentru analiza inter-perioade (compararea performanței în timp). Este o metodă eficientă pentru a identifica diferențele de performanță între entități și pentru a evalua impactul factorilor externi asupra acestora.[5]

Utilizarea acestor tehnici în combinație permite o evaluare aprofundată a performanței financiare, oferind un fundament solid pentru decizii strategice, cum ar fi alocarea resurselor, planificarea investițiilor și identificarea riscurilor financiare. Aceste metode sunt esențiale în procesul decizional, oferind o viziune cuprinzătoare asupra situației financiare a unei entități și a poziției sale pe piață.

## Provocări teoretice
Indicatorii financiari se confruntă cu mai multe provocări teoretice:
- Aceștia oferă puține informații despre perspectivele firmei în sens absolut. Analizele lor privind performanța relativă necesită un punct de referință, care poate proveni din alte perioade de timp sau din comparația cu firme similare.
- Un singur indicator nu are o semnificație suficientă. Indicatorii financiari pot fi interpretați logic în cel puțin două moduri diferite. Aceasta se datorează naturii subiective a datelor financiare și dependenței de diferite metode sau ipoteze. O soluție parțială pentru această problemă constă în combinarea mai multor indicatori corelați, oferind astfel o imagine mai completă asupra performanței firmei.
- Factorii sezonieri pot afecta reprezentativitatea valorilor de la sfârșitul anului. Valorile unui indicator pot fi distorsionate pe măsură ce soldurile conturilor se modifică de la începutul până la sfârșitul unei perioade contabile. Este recomandat să se utilizeze valori medii pentru astfel de conturi, ori de câte ori este posibil.
- Indicatorii financiari nu sunt mai obiectivi decât metodele contabile folosite. Modificările politicii contabile sau ale alegerilor contabile pot duce la diferențe semnificative între valorile indicatorilor. Aceste politici pot varia în funcție de reglementările locale, standardele industriei sau alegerile specifice fiecărei firme.[6]